# Titularbistum Coracesium
Coracesium (ital.: Coracesio) ist ein Titularbistum der römisch-katholischen Kirche. 
Es geht zurück auf ein untergegangenes Bistum der antiken Stadt Korakesion in Pamphylien im südlichen Kleinasien (heute Alanya in der Türkei) und gehörte der Kirchenprovinz Side an.
| Titularbischöfe von Coracesium |                              |                                              |                 |                  |
| Nr.                            | Name                         | Amt                                          | von             | bis              |
| 1                              | John Alphonsus Heavey OESA   | Apostolischer Vikar in Cooktown (Australien) | 3. Mai 1914     | 14. Juli 1941    |
| 2                              | Emilio de Brigard Ortiz      | Weihbischof in Bogotá (Kolumbien)            | 29. Juli 1944   | 26. Oktober 1961 |
| 3                              | Julián Luis Barni Spotti OFM | Prälat von Juigalpa (Nicaragua)              | 14. August 1962 | 22. Juni 1970    |